# 70679 Урцидиль
70679 Урцидиль (70679 Urzidil) — астероїд головного поясу, відкритий 30 жовтня 1999 року.
Тіссеранів параметр щодо Юпітера — 3,362.
Названо на честь Йоганнеса Урцидиля (нім. Johannes Urzidil; 1896-1970), чесько-німецького письменника, поета і журналіста.